# Julus lividus
Julus lividus är en mångfotingart som beskrevs av Voges 1878. Julus lividus ingår i släktet Julus och familjen kejsardubbelfotingar. Inga underarter finns listade i Catalogue of Life.